# Cananeus
Els cananeus són els habitants de Canaan.
És probable que els hicsos fossin cananeus, almenys en gran part: els amorrites serien un dels seus grups principals i van jugar un important paper a Canaan amb reis poderosos a Hesbon i Aixtarot, i sovint el nom amorita és utilitzat com a sinònim de cananeu (dels cananeus de l'interior). Els egipcis anomenaven el Líban Amar o Amurru cap al nord a l'Orontes. Als voltants de l'any 1500 aC, les terres cananees estaven dividides en dues confederacions: Meguidó i Cadeix.
Els cananeus eren tots els que parlaven la llengua semita cananea, incloent-hi les seves variants dialectals. El nom de regió de Canaan, tot i que es pot aplicar a tot el Llevant, es limita en general als moderns Líban (en part), Israel i Palestina (els ammonites i moabites, encara que parlants de dialectes derivats del cananeu, en són exclosos).
Els cananeus són esmentats a la Bíblia com una de les nacions a les que van expulsar els israelites (parlants d'hebreu, que seguien una religió després anomenada jueva). Les altres nacions expulsades van ser els hetites, els amorrites, els guirgaixites, els hivites, els arkites, els sinites, els arvadites, els zemarites, els hamatites, els hivites, i els jebusites segons diu el Deuteronomi. Els cananeus són descrits com a idòlatres amb cultes associats al sexe i a la fertilitat, cosa que justificava moralment la conquesta de les seves terres.
L'antiga religió cananea basava el seu culte en la fertilitat. El més important és el déu de la pluja. Hi ha una tríada de déus. El déu El és el superior. El poble pateix set i la mar els fa por. El déu El envia el seu fill Baal a auxiliar la gent. Els antics israelites participaven del culte a Baal i van rebre moltes pressions a causa d'això per part de profetes i reis.